# 잉글리시 코커 스패니얼

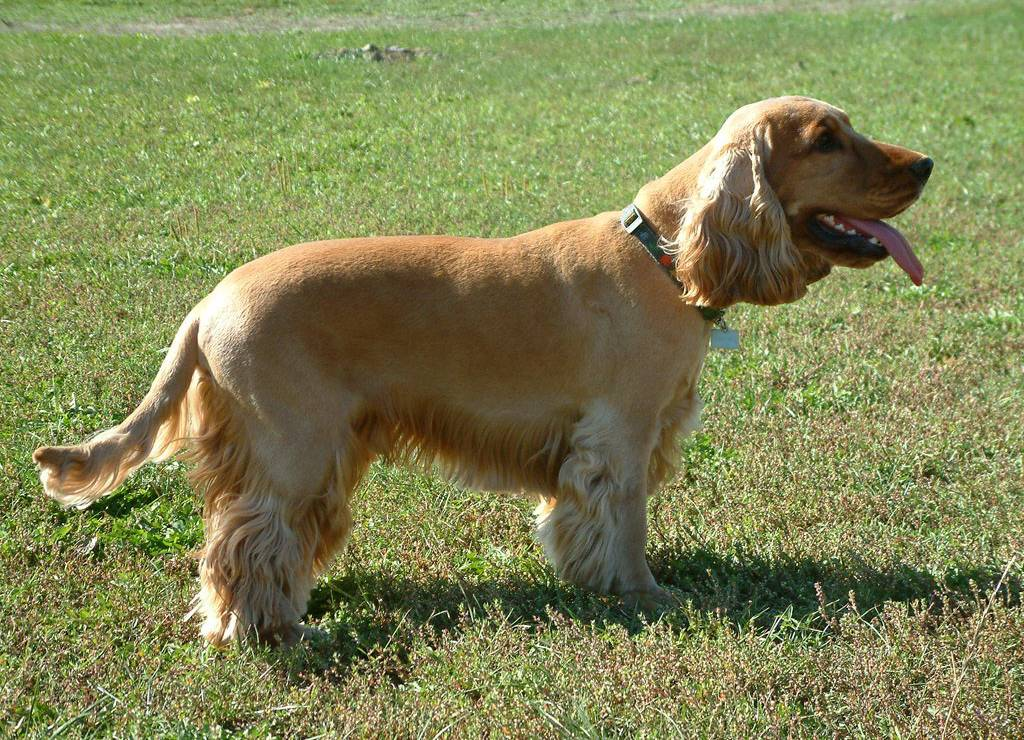

잉글리시 코커 스패니얼(English Cocker Spaniel)은 스패니얼, 그 중에서도 코커 스패니얼 품종의 개 중 하나다. 영국 코커 스패니얼 이라고도 불린다. 영국에서는 코커 스패니얼(Cocker Spaniel)이라고 일반적으로 칭한다, 유쾌한 성격 때문에 “Merry Cocker"라고 불리기도 한다.

## 역사
스패니얼 품종은 14세기 스페인에서 처음 이름 붙여진 것으로 전해진다. 19세기 이전까지는 스패니얼 품종을 뭉뚱그려 하나로 칭하거나 몸무게로 품종을 나누던 것이 1982년 영국의 케넬 클럽(Kennel Club)이 처음으로 구체적인 분류 기준을 정하여 ‘잉글리시 코커스패니얼’이라는 품종이 등장하게 되었다. 미국의 아메리칸 케넬 클럽(American Kennel Club, AKC)에서는 1946년에 아메리칸 코커스패니얼의 차이를 인정하고 잉글리시 코커스패니얼을 별도의 품종으로 등록했다.

## 외모
네모나게 각진 주둥이가 특징이다. 광대뼈가 두드러지지 않았다. 눈은 크지만 튀어나오지는 않았다. 귀는 소엽(小葉, 작은 잎, lobular)의 형태를 가지고, 눈과 같은 높이에 있는데, 길고 부드럽고 곧은 털로 덮여 있다.

### 크기
일반적인 코커스패니얼은 수컷이 어깨높이가 15인치(38센티미터)이고 다 자란 성견이 되었을 때 몸무게가 11에서 13, 14 킬로그램(25에서 30파운드)이 된다. 암컷은 보통 수컷보다 1인치 작고 5파운드 더 가볍다. 작아서 아파트 등에서도 키울 수 있는 소형견종이다.

### 털
- 털 색의 예시
  - 단색
    - 까만색
    - 적갈색
    - 붉은색

  - 다색
    - 흰색 바탕에 여러 색의 무늬
    - 황토색 무늬

#### 털 관리
잉글리시 코커스패니얼을 기르는 데에 있어 가장 중요한 것 중 하나는 털을 빗어주는 것이다. 잉글리시 코커스패니얼의 털은 중모(중간 길이)이기 때문에, 자주(일주일에 몇 번 씩은) 빗어줘야 엉키지 않는다.
딱히 털갈이 철이 정해져 있지 않고, 일 년 내내 털이 빠진다.

## 성향
잉글리시 코커스패니얼은 새들을 사냥하기 위해 개량된 스파니엘 품종(스파니엘 품종은 스포팅 그룹(Sporting Group)에 속한다.)답게, 활동적인 편이다. 유쾌하고 사람을 좋아해, 꼬리를 많이 흔든다. 크기가 작아 가정에서도 무리 없이 키울 수 있지만, 적당히 운동시켜주지 않으면 그 에너지를 발산하지 못해 스트레스를 받는다. 충분히 관심을 가져주지 않아도 주변의 물건을 망가뜨릴 수 있다. 잉글리시 코커스패니얼을 키우려면 애완견으로서 가족의 사랑을 듬뿍 받게 해줄 수 있어야 한다.